# Schoenlandella nigra
Schoenlandella nigra är en stekelart som först beskrevs av Szepligeti 1914.  Schoenlandella nigra ingår i släktet Schoenlandella och familjen bracksteklar. Inga underarter finns listade i Catalogue of Life.